# Pistius
Pistius – rodzaj pająków z rodziny ukośnikowatych, zawierający 11 gatunków.
Pająki te mają ubarwienie głównie brązowe, u samca z jasnymi udami i nasadami goleni, a w przypadku dwóch początkowych par odnóży także jasnym obrączkowaniem nadstopiów i stóp. Karapaks ma boczne pary oczu umieszczone na wzgórkach. Opistosoma (odwłok) jest pięciokątnego kształtu, przypłaszczona, zaopatrzona w przedbrzegowe rzędy drobnych guzków. U samców wierzch opistosomy ma słabo zesklerotyzowane skutum. Nogogłaszczki samca mają goleń z apofizą ITA wykształconą w formię poprzecznego płata na apofizie retrolateralnej. Aparat kopulacyjny ma embolus o bardzo grubej nasadzie i pozbawionym ultrastrukturalnych modyfikacji wierzchołku. Samica ma epigyne z kapturkiem zastąpionym przez płytkę o zarysie zaokrąglonego czworokąta, stykającą się z dużymi płytkami bocznymi.
Takson rozprzestrzeniony w Europie i Azji. Najliczniej reprezentowany w Indiach (7 gatunków) i Chinach (5 gatunków). W Polsce występuje tylko Pistius truncatus (zobacz: ukośnikowate Polski).
Rodzaj ten wprowadzony został w 1875 przez Eugène’a Simona. Należą tu następujące gatunki:
- Pistius barchensis Basu, 1965 (Indie)
- Pistius bhadurii Basu, 1965  (Indie)
- Pistius gangulyi Basu, 1965  (Indie i Chiny)
- Pistius kalimpus Tikader, 1970  (Indie)
- Pistius kanikae Basu, 1964  (Indie)
- Pistius robustus Basu, 1965  (Indie)
- Pistius rotundus Tang & Li, 2010 (Chiny)
- Pistius tikaderi Kumari & Mittal, 1999  (Indie)
- Pistius truncatus (Pallas, 1772)   (Palearktyka)
- Pistius undulatus Karsch, 1879  (Rosja, Kazachstan, Chiny, Korea i Japonia)
- Pistius wulingensis Tian, Zhou & Peng, 2018 (Chiny)